# 三戸郡
- 令制国一覧 > 東山道 > 陸奥国 > 三戸郡
- 日本 > 東北地方 > 青森県 > 三戸郡

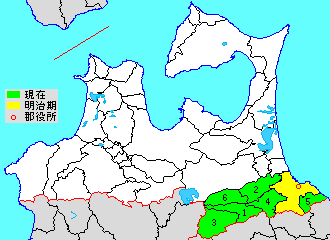
青森県三戸郡の位置（1.三戸町 2.五戸町 3.田子町 4.南部町 5.階上町 6.新郷村）

三戸郡（さんのへぐん）は、青森県（陸奥国）の郡。
人口56,913人、面積969.33km²、人口密度58.7人/km²。（2025年2月1日、推計人口）
以下の5町1村を含む。
- 三戸町（さんのへまち）
- 五戸町（ごのへまち）
- 田子町（たっこまち）
- 南部町（なんぶちょう）
- 階上町（はしかみちょう）
- 新郷村（しんごうむら）

## 郡域
1878年（明治11年）に行政区画として発足した当時の郡域は、上記5町1村に八戸市を加えた区域にあたる。

## 歴史
古くは糠部郡の一部であった。中世以降南部氏領となる。初見は寛永11年（1634年）の徳川家光判物。

### 近代以降の沿革
- 「旧高旧領取調帳」に記載されている明治初年時点での支配は以下の通り。（2町118村）

| 知行 | 知行           | 村数     | 村名 |
| ---- | -------------- | -------- | --- |
| 藩領 | 陸奥盛岡藩     | 1町 65村 | 三戸城下、五戸村、兎内村、切谷内村、上市川村、下市川村、石沢村、中市村、又重村、戸来村、西越村、手倉橋村、浅水村、扇田村、豊間内村、志戸岸村、七崎村、八幡村、相内村、玉掛村、沖田面村、大向村、赤石村、小向村、蛇沼村、袴田村、貝守村、川守田村、泉山村、梅内村、目時村、豊川村、斗内村、田子村、相米村、種子村、日沢村、白板村、原村、飯豊村、佐羽内村、道地村、石亀村、杉本村、茂市村、遠瀬村、山口村、関村、夏坂村、河原木村、石堂村、大仏村、根市村、花崎村、境沢村、長苗代村、上野村、根岸村、売市村、沢里村、根城村、田面木村、坂牛村、櫛引村、尻内村、浜通村 |
| 藩領 | 陸奥八戸藩     | 1町 51村 | 八戸城下、金浜村、沼館村、大久保村、柏崎村、小中野村、類家村、田向村、新井田村、十日市村、妙村、松館村、田代村、晴山沢村、平内村、鳥屋部村、赤保内村、角柄折村、金山沢村、道仏村、岩淵村、糠塚村、中居林村、石手洗村、是川村、頃巻沢村、島守村、中野村、市野沢村、泥障作村、泉清水村、法師岡村、杉沢村、福田村、森越村、埖渡村、樺木村、上名久井村、下名久井村、高瀬村、平村、鳥谷村、鳥舌内村、法光寺村、苫米地村、片岸村、麦沢村、小泉村、高橋村、斗賀村、剣吉村、虎渡村                                                                                           |
| 藩領 | 盛岡藩・八戸藩 | 2村      | 大森村、野沢村 |

- 明治初年 - 岩淵村が新井田村に合併。（2町117村）
- 明治元年
  - 12月7日（1869年1月19日） - 盛岡藩が戊辰戦争後の処分により、領地を没収される。郡内の領地が弘前藩取締地となる。
- 明治2年
  - 2月8日（1869年3月20日） - 旧盛岡藩領が弘前藩の管轄に反対する一揆の発生により黒羽藩取締地に変更となり、北奥県と通称される。
  - 8月7日（1869年9月12日） - 北奥県の名称が正式に九戸県となる。
  - 9月13日（1869年10月17日） - 九戸県が八戸県（第1次）に改称。
  - 9月19日（1869年10月23日） - 八戸県（第1次）が八戸藩との混同を避けるため三戸県に改称。
  - 11月3日（1869年12月5日） - 旧会津藩が斗南藩に転封。郡内の三戸県の管轄地域を移管。
- 明治4年
  - 7月14日（1871年8月29日） - 廃藩置県により八戸県（第2次）、斗南県の管轄となる。
  - 11月2日（1871年12月13日） - 第1次府県統合により、全域が青森県の管轄となる。
- 明治8年（1875年） - 野沢村が赤保内村に合併。（2町116村）
- 明治9年（1876年）ごろ（2町107村）
  - 兎内村が五戸村に、志戸岸村が豊間内村に、種子村・日沢村が田子村に、飯豊村が原村に、佐羽内村・道地村・杉本村が石亀村にそれぞれ合併。
  - 白板村が原村に合併されたとみられる。
- 明治11年（1878年）10月30日 - 郡区町村編制法の青森県での施行により、行政区画としての三戸郡が発足。郡役所を八戸鳥屋部町に設置。

### 町村制以降の沿革

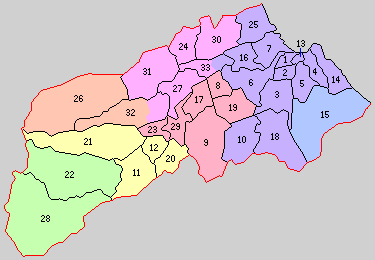
1.八戸町 2.長者村 3.是川村 4.湊村 5.大館村 6.館村 7.下長苗代村 8.地引村 9.名久井村 10.中沢村 11.斗川村 12.三戸町 13.小中野村 14.鮫村 15.階上村 16.上長苗代村 17.北川村 18.島守村 19.田部村 20.留崎村 21.猿辺村 22.田子村 23.向村 24.五戸村 25.市川村 26.戸来村 27.浅田村 28.上郷村 29.平良崎村 30.川内村 31.倉石村 32.野沢村 33.豊崎村（紫：八戸市 桃：五戸町 赤：南部町 橙：新郷村 黄：三戸町 緑：田子町 青：合併なし）

- 明治22年（1889年）4月1日 - 町村制の施行により、以下の町村が発足。（2町31村）
  - 八戸町 ← 八戸城下[注 4]、柏崎村（現・八戸市）
  - 長者村 ← 類家村、田向村、石手洗村、中居林村、糠塚村（現・八戸市）
  - 是川村（単独村制。現・八戸市）
  - 湊村 ← 浜通村の一部、大久保村（現・八戸市）
  - 大館村 ← 新井田村、妙村、十日市村、松館村（現・八戸市）
  - 館村 ← 田面木村、売市村、根城村、八幡村、坂牛村、櫛引村、上野村、沢里村、沼館村（現・八戸市）
  - 下長苗代村 ← 河原木村、石堂村、長苗代村（現・八戸市）
  - 地引村 ← 苫米地村、片岸村、麦沢村、高橋村、小泉村（現・南部町）
  - 名久井村 ← 上名久井村、下名久井村、平村、高瀬村、法光寺村、鳥舌内村、鳥谷村（現・南部町）
  - 中沢村 ← 中野村、市野沢村、泥障作村、大森村、泉清水村（現・八戸市）
  - 斗川村 ← 斗内村、豊川村（現・三戸町）
  - 三戸町 ← 三戸城下[注 5]、川守田村、梅内村［一部］（現存）
  - 小中野村（単独村制。現・八戸市）
  - 鮫村 ← 浜通村の一部、金浜村（現・八戸市）
  - 階上村 ← 田代村、晴山沢村、平内村、鳥屋部村、金山沢村、赤保内村、道仏村、角柄折村（現・階上町）
  - 上長苗代村 ← 尻内村、大仏村、花崎村、根岸村、根市村（現・八戸市）
  - 北川村 ← 剣吉村、虎渡村、斗賀村（現・南部町）
  - 島守村 ← 島守村、頃巻沢村（現・八戸市）
  - 田部村 ← 法師岡村、福田村、森越村、杉沢村、樺木村、埖渡村（現・南部町）
  - 留崎村 ← 梅内村（大部分）、泉山村、目時村（現・三戸町）
  - 猿辺村 ← 貝守村、蛇沼村、袴田村（現・三戸町）
  - 田子村 ← 田子村、相米村（現・田子町）
  - 向村 ← 小向村、大向村（現・南部町）
  - 五戸村（単独村制。現・五戸町）
  - 市川村（下市川村が単独村制。現・八戸市）
  - 戸来村（単独村制。現・新郷村）
  - 浅田村 ← 浅水村、扇田村（現・五戸町）
  - 上郷村 ← 原村、石亀村、茂市村、山口村、関村、夏坂村、遠瀬村（現・田子町）
  - 平良崎村 ← 沖田面村、玉掛村、相内村、赤石村（現・南部町）
  - 川内村 ← 上市川村、切谷内村（現・五戸町）
  - 倉石村 ← 石沢村、中市村、又重村（現・五戸町）
  - 野沢村 ← 西越村（現・新郷村）、手倉橋村（現・五戸町）
  - 豊崎村 ← 豊間内村（現・五戸町）、七崎村、境沢村（現・八戸市）
- 明治24年（1891年）4月1日 - 郡制を施行。
- 明治34年（1901年）7月1日 - 八戸町・長者村が合併し、改めて八戸町が発足。（2町30村）
- 大正4年（1915年）11月1日 - 五戸村が町制施行して五戸町となる。（3町29村）
- 大正12年（1923年）4月1日 - 郡会が廃止。郡役所は存続。
- 大正13年（1924年）11月10日（5町27村）
  - 小中野村が町制施行して小中野町となる。
  - 湊村が町制施行して湊町となる。
- 大正15年（1926年）7月1日 - 郡役所が廃止。以降は地域区分名称となる。
- 昭和3年（1928年）11月10日 - 田子村が町制施行して田子町となる。（6町26村）
- 昭和4年（1929年）5月1日 - 八戸町・小中野町・湊町・鮫村が合併して八戸市が発足し、郡より離脱。（3町25村）
- 昭和15年（1940年）1月1日 - 館村の一部（売市・沢里・根城・田面木・沼館）が八戸市に編入。
- 昭和17年（1942年）
  - 4月1日 - 下長苗代村が八戸市に編入。（3町24村）
  - 7月1日 - 「三戸地方事務所」が八戸市に設置され、本郡を管轄。
- 昭和24年（1949年）4月1日 - 田部村の一部（森越）が北川村に編入。
- 昭和29年（1954年）12月1日 - 是川村が八戸市に編入。（3町23村）
- 昭和30年（1955年）
  - 3月1日 - 田子町・上郷村が合併し、改めて田子町が発足。（3町22村）
  - 3月20日 - 三戸町・猿辺村・斗川村・留崎村が合併し、改めて三戸町が発足。（3町19村）
  - 4月1日（3町15村）
    - 市川村・館村・上長苗代村が八戸市に編入。
    - 田部村・地引村が合併して福地村となる。

  - 4月20日 - 平良崎村・向村が合併して南部村が発足。（3町14村）
  - 7月1日 - 五戸町・川内村・浅田村が合併し、改めて五戸町が発足。（3町12村）
  - 7月20日 - 名久井村・北川村が合併して名川町が発足。（4町10村）
  - 7月29日（4町9村）
    - 野沢村の一部（手倉橋）が五戸町に編入。
    - 戸来村および野沢村の一部（西越）が合併して新郷村が発足。

  - 10月19日 - 豊崎村の一部（大字豊間内の一部[注 6]）が五戸町に編入。
  - 10月20日 - 豊崎村が八戸市に編入。（4町8村）
- 昭和32年（1957年）3月31日 - 島守村・中沢村が合併して南郷村が発足。（4町7村）
- 昭和33年（1958年）
  - 6月1日 - 八戸市大字豊崎町の一部（旧豊崎村大字豊間内）が五戸町に編入。
  - 9月10日 - 大館村が八戸市に編入。（4町6村）
- 昭和34年（1959年）2月11日 - 南部村が町制施行して南部町となる。（5町5村）
- 昭和55年（1980年）5月1日 - 階上村が町制施行して階上町となる。（6町4村）
- 平成16年（2004年）7月1日 - 倉石村が五戸町に編入。（6町3村）
- 平成17年（2005年）3月31日 - 南郷村が八戸市に編入。（6町2村）
- 平成18年（2006年）1月1日 - 南部町（なんぶまち）・名川町・福地村が合併し、改めて南部町（なんぶちょう）が発足。（5町1村）

### 変遷表
| 明治以前     | 明治以前     | 明治初年 - 明治22年 | 明治22年 4月1日 町村制施行 | 明治22年 - 大正15年            | 昭和元年 - 昭和25年         | 昭和21年 - 昭和30年           | 昭和31年 - 昭和64年          | 平成元年 - 現在              | 現在   |
| ------------ | ------------ | ------------------- | -------------------------- | ------------------------------ | --------------------------- | ----------------------------- | ---------------------------- | ---------------------------- | ------ |
| 戸来村       | 戸来村       | 戸来村              | 戸来村                     | 戸来村                         | 戸来村                      | 昭和30年7月29日 新郷村        | 新郷村                       | 新郷村                       | 新郷村 |
| 西越村       | 西越村       | 西越村              | 野沢村                     | 野沢村                         | 野沢村                      | 昭和30年7月29日 新郷村        | 新郷村                       | 新郷村                       | 新郷村 |
| 手倉橋村     | 手倉橋村     | 手倉橋村            | 野沢村                     | 野沢村                         | 野沢村                      | 昭和30年7月29日 五戸町に編入  | 五戸町                       | 五戸町                       | 五戸町 |
| 五戸村       | 五戸村       | 明治9年頃 五戸村    | 五戸村                     | 大正4年11月1日 町制 五戸町     | 五戸町                      | 昭和30年7月1日 五戸町         | 五戸町                       | 五戸町                       | 五戸町 |
| 兎内村       |              | 明治9年頃 五戸村    | 五戸村                     | 大正4年11月1日 町制 五戸町     | 五戸町                      | 昭和30年7月1日 五戸町         | 五戸町                       | 五戸町                       | 五戸町 |
| 上市川村     | 上市川村     | 上市川村            | 川内村                     | 川内村                         | 川内村                      | 昭和30年7月1日 五戸町         | 五戸町                       | 五戸町                       | 五戸町 |
| 切谷内村     | 切谷内村     | 切谷内村            | 川内村                     | 川内村                         | 川内村                      | 昭和30年7月1日 五戸町         | 五戸町                       | 五戸町                       | 五戸町 |
| 浅水村       | 浅水村       | 浅水村              | 浅田村                     | 浅田村                         | 浅田村                      | 昭和30年7月1日 五戸町         | 五戸町                       | 五戸町                       | 五戸町 |
| 扇田村       | 扇田村       | 扇田村              | 浅田村                     | 浅田村                         | 浅田村                      | 昭和30年7月1日 五戸町         | 五戸町                       | 五戸町                       | 五戸町 |
| 石沢村       | 石沢村       | 石沢村              | 倉石村                     | 倉石村                         | 倉石村                      | 倉石村                        | 倉石村                       | 平成16年7月1日 五戸町に編入  | 五戸町 |
| 中市村       | 中市村       | 中市村              | 倉石村                     | 倉石村                         | 倉石村                      | 倉石村                        | 倉石村                       | 平成16年7月1日 五戸町に編入  | 五戸町 |
| 又重村       | 又重村       | 又重村              | 倉石村                     | 倉石村                         | 倉石村                      | 倉石村                        | 倉石村                       | 平成16年7月1日 五戸町に編入  | 五戸町 |
| 豊間内村     | 一部         | 明治9年頃 豊間内村  | 豊崎村                     | 豊崎村                         | 豊崎村                      | 昭和30年10月19日 五戸町に編入 | 五戸町                       | 五戸町                       | 五戸町 |
| 豊間内村     | 一部を除く   | 明治9年頃 豊間内村  | 豊崎村                     | 豊崎村                         | 豊崎村                      | 昭和30年10月20日 八戸市に編入 | 昭和33年6月1日 五戸町に編入  | 五戸町                       | 五戸町 |
| 志戸岸村     |              | 明治9年頃 豊間内村  | 豊崎村                     | 豊崎村                         | 豊崎村                      | 昭和30年10月20日 八戸市に編入 | 昭和33年6月1日 五戸町に編入  | 五戸町                       | 五戸町 |
| 七崎村       | 七崎村       | 七崎村              | 豊崎村                     | 豊崎村                         | 豊崎村                      | 昭和30年10月20日 八戸市に編入 | 八戸市                       | 八戸市                       | 八戸市 |
| 境沢村       | 境沢村       | 境沢村              | 豊崎村                     | 豊崎村                         | 豊崎村                      | 昭和30年10月20日 八戸市に編入 | 八戸市                       | 八戸市                       | 八戸市 |
| 下市川村     | 下市川村     | 下市川村            | 市川村                     | 市川村                         | 市川村                      | 昭和30年4月1日 八戸市に編入   | 八戸市                       | 八戸市                       | 八戸市 |
| 尻内村       | 尻内村       | 尻内村              | 上長苗代村                 | 上長苗代村                     | 上長苗代村                  | 昭和30年4月1日 八戸市に編入   | 八戸市                       | 八戸市                       | 八戸市 |
| 大仏村       | 大仏村       | 大仏村              | 上長苗代村                 | 上長苗代村                     | 上長苗代村                  | 昭和30年4月1日 八戸市に編入   | 八戸市                       | 八戸市                       | 八戸市 |
| 花崎村       | 花崎村       | 花崎村              | 上長苗代村                 | 上長苗代村                     | 上長苗代村                  | 昭和30年4月1日 八戸市に編入   | 八戸市                       | 八戸市                       | 八戸市 |
| 根岸村       | 根岸村       | 根岸村              | 上長苗代村                 | 上長苗代村                     | 上長苗代村                  | 昭和30年4月1日 八戸市に編入   | 八戸市                       | 八戸市                       | 八戸市 |
| 根市村       | 根市村       | 根市村              | 上長苗代村                 | 上長苗代村                     | 上長苗代村                  | 昭和30年4月1日 八戸市に編入   | 八戸市                       | 八戸市                       | 八戸市 |
| 八幡村       | 八幡村       | 八幡村              | 館村                       | 館村                           | 館村                        | 昭和30年4月1日 八戸市に編入   | 八戸市                       | 八戸市                       | 八戸市 |
| 坂牛村       | 坂牛村       | 坂牛村              | 館村                       | 館村                           | 館村                        | 昭和30年4月1日 八戸市に編入   | 八戸市                       | 八戸市                       | 八戸市 |
| 櫛引村       | 櫛引村       | 櫛引村              | 館村                       | 館村                           | 館村                        | 昭和30年4月1日 八戸市に編入   | 八戸市                       | 八戸市                       | 八戸市 |
| 上野村       | 上野村       | 上野村              | 館村                       | 館村                           | 館村                        | 昭和30年4月1日 八戸市に編入   | 八戸市                       | 八戸市                       | 八戸市 |
| 田面木村     | 田面木村     | 田面木村            | 館村                       | 館村                           | 昭和15年1月1日 八戸市に編入 | 八戸市                        | 八戸市                       | 八戸市                       | 八戸市 |
| 売市村       | 売市村       | 売市村              | 館村                       | 館村                           | 昭和15年1月1日 八戸市に編入 | 八戸市                        | 八戸市                       | 八戸市                       | 八戸市 |
| 根城村       | 根城村       | 根城村              | 館村                       | 館村                           | 昭和15年1月1日 八戸市に編入 | 八戸市                        | 八戸市                       | 八戸市                       | 八戸市 |
| 沢里村       | 沢里村       | 沢里村              | 館村                       | 館村                           | 昭和15年1月1日 八戸市に編入 | 八戸市                        | 八戸市                       | 八戸市                       | 八戸市 |
| 沼館村       | 沼館村       | 沼館村              | 館村                       | 館村                           | 昭和15年1月1日 八戸市に編入 | 八戸市                        | 八戸市                       | 八戸市                       | 八戸市 |
| 河原木村     | 河原木村     | 河原木村            | 下長苗代村                 | 下長苗代村                     | 昭和17年4月1日 八戸市に編入 | 八戸市                        | 八戸市                       | 八戸市                       | 八戸市 |
| 石堂村       | 石堂村       | 石堂村              | 下長苗代村                 | 下長苗代村                     | 昭和17年4月1日 八戸市に編入 | 八戸市                        | 八戸市                       | 八戸市                       | 八戸市 |
| 長苗代村     | 長苗代村     | 長苗代村            | 下長苗代村                 | 下長苗代村                     | 昭和17年4月1日 八戸市に編入 | 八戸市                        | 八戸市                       | 八戸市                       | 八戸市 |
| 八戸城下各町 | 八戸城下各町 | 八戸城下各町        | 八戸町                     | 明治34年7月1日 八戸町          | 昭和4年5月1日 八戸市        | 八戸市                        | 八戸市                       | 八戸市                       | 八戸市 |
| 柏崎村       | 柏崎村       | 柏崎村              | 八戸町                     | 明治34年7月1日 八戸町          | 昭和4年5月1日 八戸市        | 八戸市                        | 八戸市                       | 八戸市                       | 八戸市 |
| 類家村       | 類家村       | 類家村              | 長者村                     | 明治34年7月1日 八戸町          | 昭和4年5月1日 八戸市        | 八戸市                        | 八戸市                       | 八戸市                       | 八戸市 |
| 田向村       | 田向村       | 田向村              | 長者村                     | 明治34年7月1日 八戸町          | 昭和4年5月1日 八戸市        | 八戸市                        | 八戸市                       | 八戸市                       | 八戸市 |
| 石手洗村     | 石手洗村     | 石手洗村            | 長者村                     | 明治34年7月1日 八戸町          | 昭和4年5月1日 八戸市        | 八戸市                        | 八戸市                       | 八戸市                       | 八戸市 |
| 中居林村     | 中居林村     | 中居林村            | 長者村                     | 明治34年7月1日 八戸町          | 昭和4年5月1日 八戸市        | 八戸市                        | 八戸市                       | 八戸市                       | 八戸市 |
| 糠塚村       | 糠塚村       | 糠塚村              | 長者村                     | 明治34年7月1日 八戸町          | 昭和4年5月1日 八戸市        | 八戸市                        | 八戸市                       | 八戸市                       | 八戸市 |
| 小中野村     | 小中野村     | 小中野村            | 小中野村                   | 大正13年11月10日 町制 小中野町 | 昭和4年5月1日 八戸市        | 八戸市                        | 八戸市                       | 八戸市                       | 八戸市 |
| 大久保村     | 大久保村     | 大久保村            | 湊村                       | 大正13年11月10日 町制 湊町     | 昭和4年5月1日 八戸市        | 八戸市                        | 八戸市                       | 八戸市                       | 八戸市 |
| 浜通村       | 一部         | 浜通村              | 湊村                       | 大正13年11月10日 町制 湊町     | 昭和4年5月1日 八戸市        | 八戸市                        | 八戸市                       | 八戸市                       | 八戸市 |
| 浜通村       | 一部         | 浜通村              | 鮫村                       | 鮫村                           | 昭和4年5月1日 八戸市        | 八戸市                        | 八戸市                       | 八戸市                       | 八戸市 |
| 金浜村       | 金浜村       | 金浜村              | 鮫村                       | 鮫村                           | 昭和4年5月1日 八戸市        | 八戸市                        | 八戸市                       | 八戸市                       | 八戸市 |
| 是川村       | 是川村       | 是川村              | 是川村                     | 是川村                         | 是川村                      | 昭和29年12月1日 八戸市に編入  | 八戸市                       | 八戸市                       | 八戸市 |
| 新井田村     | 新井田村     | 明治初年 新井田村   | 大館村                     | 大館村                         | 大館村                      | 大館村                        | 昭和33年9月10日 八戸市に編入 | 八戸市                       | 八戸市 |
| 岩淵村       |              | 明治初年 新井田村   | 大館村                     | 大館村                         | 大館村                      | 大館村                        | 昭和33年9月10日 八戸市に編入 | 八戸市                       | 八戸市 |
| 妙村         | 妙村         | 妙村                | 大館村                     | 大館村                         | 大館村                      | 大館村                        | 昭和33年9月10日 八戸市に編入 | 八戸市                       | 八戸市 |
| 十日市村     | 十日市村     | 十日市村            | 大館村                     | 大館村                         | 大館村                      | 大館村                        | 昭和33年9月10日 八戸市に編入 | 八戸市                       | 八戸市 |
| 松館村       | 松館村       | 松館村              | 大館村                     | 大館村                         | 大館村                      | 大館村                        | 昭和33年9月10日 八戸市に編入 | 八戸市                       | 八戸市 |
| 島守村       | 島守村       | 島守村              | 島守村                     | 島守村                         | 島守村                      | 島守村                        | 昭和32年3月31日 南郷村       | 平成17年3月31日 八戸市に編入 | 八戸市 |
| 頃巻沢村     | 頃巻沢村     | 頃巻沢村            | 島守村                     | 島守村                         | 島守村                      | 島守村                        | 昭和32年3月31日 南郷村       | 平成17年3月31日 八戸市に編入 | 八戸市 |
| 中野村       | 中野村       | 中野村              | 中沢村                     | 中沢村                         | 中沢村                      | 中沢村                        | 昭和32年3月31日 南郷村       | 平成17年3月31日 八戸市に編入 | 八戸市 |
| 市野沢村     | 市野沢村     | 市野沢村            | 中沢村                     | 中沢村                         | 中沢村                      | 中沢村                        | 昭和32年3月31日 南郷村       | 平成17年3月31日 八戸市に編入 | 八戸市 |
| 泥障作村     | 泥障作村     | 泥障作村            | 中沢村                     | 中沢村                         | 中沢村                      | 中沢村                        | 昭和32年3月31日 南郷村       | 平成17年3月31日 八戸市に編入 | 八戸市 |
| 大森村       | 大森村       | 大森村              | 中沢村                     | 中沢村                         | 中沢村                      | 中沢村                        | 昭和32年3月31日 南郷村       | 平成17年3月31日 八戸市に編入 | 八戸市 |
| 泉清水村     | 泉清水村     | 泉清水村            | 中沢村                     | 中沢村                         | 中沢村                      | 中沢村                        | 昭和32年3月31日 南郷村       | 平成17年3月31日 八戸市に編入 | 八戸市 |
| 田代村       | 田代村       | 田代村              | 階上村                     | 階上村                         | 階上村                      | 階上村                        | 昭和55年5月1日 町制 階上町   | 階上町                       | 階上町 |
| 晴山沢村     | 晴山沢村     | 晴山沢村            | 階上村                     | 階上村                         | 階上村                      | 階上村                        | 昭和55年5月1日 町制 階上町   | 階上町                       | 階上町 |
| 平内村       | 平内村       | 平内村              | 階上村                     | 階上村                         | 階上村                      | 階上村                        | 昭和55年5月1日 町制 階上町   | 階上町                       | 階上町 |
| 鳥屋部村     | 鳥屋部村     | 鳥屋部村            | 階上村                     | 階上村                         | 階上村                      | 階上村                        | 昭和55年5月1日 町制 階上町   | 階上町                       | 階上町 |
| 金山沢村     | 金山沢村     | 金山沢村            | 階上村                     | 階上村                         | 階上村                      | 階上村                        | 昭和55年5月1日 町制 階上町   | 階上町                       | 階上町 |
| 赤保内村     | 赤保内村     | 明治8年頃 赤保内村  | 階上村                     | 階上村                         | 階上村                      | 階上村                        | 昭和55年5月1日 町制 階上町   | 階上町                       | 階上町 |
| 野沢村       |              | 明治8年頃 赤保内村  | 階上村                     | 階上村                         | 階上村                      | 階上村                        | 昭和55年5月1日 町制 階上町   | 階上町                       | 階上町 |
| 道仏村       | 道仏村       | 道仏村              | 階上村                     | 階上村                         | 階上村                      | 階上村                        | 昭和55年5月1日 町制 階上町   | 階上町                       | 階上町 |
| 角柄折村     | 角柄折村     | 角柄折村            | 階上村                     | 階上村                         | 階上村                      | 階上村                        | 昭和55年5月1日 町制 階上町   | 階上町                       | 階上町 |
| 苫米地村     | 苫米地村     | 苫米地村            | 地引村                     | 地引村                         | 地引村                      | 昭和30年4月1日 福地村         | 福地村                       | 平成18年1月1日 南部町        | 南部町 |
| 片岸村       | 片岸村       | 片岸村              | 地引村                     | 地引村                         | 地引村                      | 昭和30年4月1日 福地村         | 福地村                       | 平成18年1月1日 南部町        | 南部町 |
| 麦沢村       | 麦沢村       | 麦沢村              | 地引村                     | 地引村                         | 地引村                      | 昭和30年4月1日 福地村         | 福地村                       | 平成18年1月1日 南部町        | 南部町 |
| 高橋村       | 高橋村       | 高橋村              | 地引村                     | 地引村                         | 地引村                      | 昭和30年4月1日 福地村         | 福地村                       | 平成18年1月1日 南部町        | 南部町 |
| 小泉村       | 小泉村       | 小泉村              | 地引村                     | 地引村                         | 地引村                      | 昭和30年4月1日 福地村         | 福地村                       | 平成18年1月1日 南部町        | 南部町 |
| 法師岡村     | 法師岡村     | 法師岡村            | 田部村                     | 田部村                         | 田部村                      | 昭和30年4月1日 福地村         | 福地村                       | 平成18年1月1日 南部町        | 南部町 |
| 福田村       | 福田村       | 福田村              | 田部村                     | 田部村                         | 田部村                      | 昭和30年4月1日 福地村         | 福地村                       | 平成18年1月1日 南部町        | 南部町 |
| 杉沢村       | 杉沢村       | 杉沢村              | 田部村                     | 田部村                         | 田部村                      | 昭和30年4月1日 福地村         | 福地村                       | 平成18年1月1日 南部町        | 南部町 |
| 樺木村       | 樺木村       | 樺木村              | 田部村                     | 田部村                         | 田部村                      | 昭和30年4月1日 福地村         | 福地村                       | 平成18年1月1日 南部町        | 南部町 |
| 埖渡村       | 埖渡村       | 埖渡村              | 田部村                     | 田部村                         | 田部村                      | 昭和30年4月1日 福地村         | 福地村                       | 平成18年1月1日 南部町        | 南部町 |
| 森越村       | 森越村       | 森越村              | 田部村                     | 田部村                         | 昭和24年4月1日 北川村に編入 | 昭和30年7月20日 名川町        | 名川町                       | 平成18年1月1日 南部町        | 南部町 |
| 剣吉村       | 剣吉村       | 剣吉村              | 北川村                     | 北川村                         | 北川村                      | 昭和30年7月20日 名川町        | 名川町                       | 平成18年1月1日 南部町        | 南部町 |
| 虎渡村       | 虎渡村       | 虎渡村              | 北川村                     | 北川村                         | 北川村                      | 昭和30年7月20日 名川町        | 名川町                       | 平成18年1月1日 南部町        | 南部町 |
| 斗賀村       | 斗賀村       | 斗賀村              | 北川村                     | 北川村                         | 北川村                      | 昭和30年7月20日 名川町        | 名川町                       | 平成18年1月1日 南部町        | 南部町 |
| 上名久井村   | 上名久井村   | 上名久井村          | 名久井村                   | 名久井村                       | 名久井村                    | 昭和30年7月20日 名川町        | 名川町                       | 平成18年1月1日 南部町        | 南部町 |
| 下名久井村   | 下名久井村   | 下名久井村          | 名久井村                   | 名久井村                       | 名久井村                    | 昭和30年7月20日 名川町        | 名川町                       | 平成18年1月1日 南部町        | 南部町 |
| 平村         | 平村         | 平村                | 名久井村                   | 名久井村                       | 名久井村                    | 昭和30年7月20日 名川町        | 名川町                       | 平成18年1月1日 南部町        | 南部町 |
| 高瀬村       | 高瀬村       | 高瀬村              | 名久井村                   | 名久井村                       | 名久井村                    | 昭和30年7月20日 名川町        | 名川町                       | 平成18年1月1日 南部町        | 南部町 |
| 法光寺村     | 法光寺村     | 法光寺村            | 名久井村                   | 名久井村                       | 名久井村                    | 昭和30年7月20日 名川町        | 名川町                       | 平成18年1月1日 南部町        | 南部町 |
| 鳥舌内村     | 鳥舌内村     | 鳥舌内村            | 名久井村                   | 名久井村                       | 名久井村                    | 昭和30年7月20日 名川町        | 名川町                       | 平成18年1月1日 南部町        | 南部町 |
| 鳥谷村       | 鳥谷村       | 鳥谷村              | 名久井村                   | 名久井村                       | 名久井村                    | 昭和30年7月20日 名川町        | 名川町                       | 平成18年1月1日 南部町        | 南部町 |
| 沖田面村     | 沖田面村     | 沖田面村            | 平良崎村                   | 平良崎村                       | 平良崎村                    | 昭和30年4月20日 南部村        | 昭和34年2月11日 町制 南部町  | 平成18年1月1日 南部町        | 南部町 |
| 玉掛村       | 玉掛村       | 玉掛村              | 平良崎村                   | 平良崎村                       | 平良崎村                    | 昭和30年4月20日 南部村        | 昭和34年2月11日 町制 南部町  | 平成18年1月1日 南部町        | 南部町 |
| 相内村       | 相内村       | 相内村              | 平良崎村                   | 平良崎村                       | 平良崎村                    | 昭和30年4月20日 南部村        | 昭和34年2月11日 町制 南部町  | 平成18年1月1日 南部町        | 南部町 |
| 赤石村       | 赤石村       | 赤石村              | 平良崎村                   | 平良崎村                       | 平良崎村                    | 昭和30年4月20日 南部村        | 昭和34年2月11日 町制 南部町  | 平成18年1月1日 南部町        | 南部町 |
| 小向村       | 小向村       | 小向村              | 向村                       | 向村                           | 向村                        | 昭和30年4月20日 南部村        | 昭和34年2月11日 町制 南部町  | 平成18年1月1日 南部町        | 南部町 |
| 大向村       | 大向村       | 大向村              | 向村                       | 向村                           | 向村                        | 昭和30年4月20日 南部村        | 昭和34年2月11日 町制 南部町  | 平成18年1月1日 南部町        | 南部町 |
| 三戸城下各町 | 三戸城下各町 | 三戸城下各町        | 三戸町                     | 三戸町                         | 三戸町                      | 昭和30年3月20日 三戸町        | 三戸町                       | 三戸町                       | 三戸町 |
| 川守田村     | 川守田村     | 川守田村            | 三戸町                     | 三戸町                         | 三戸町                      | 昭和30年3月20日 三戸町        | 三戸町                       | 三戸町                       | 三戸町 |
| 梅内村       | 一部         | 梅内村              | 三戸町                     | 三戸町                         | 三戸町                      | 昭和30年3月20日 三戸町        | 三戸町                       | 三戸町                       | 三戸町 |
| 梅内村       | 大部分       | 梅内村              | 留崎村                     | 留崎村                         | 留崎村                      | 昭和30年3月20日 三戸町        | 三戸町                       | 三戸町                       | 三戸町 |
| 泉山村       | 泉山村       | 泉山村              | 留崎村                     | 留崎村                         | 留崎村                      | 昭和30年3月20日 三戸町        | 三戸町                       | 三戸町                       | 三戸町 |
| 目時村       | 目時村       | 目時村              | 留崎村                     | 留崎村                         | 留崎村                      | 昭和30年3月20日 三戸町        | 三戸町                       | 三戸町                       | 三戸町 |
| 斗内村       | 斗内村       | 斗内村              | 斗川村                     | 斗川村                         | 斗川村                      | 昭和30年3月20日 三戸町        | 三戸町                       | 三戸町                       | 三戸町 |
| 豊川村       | 豊川村       | 豊川村              | 斗川村                     | 斗川村                         | 斗川村                      | 昭和30年3月20日 三戸町        | 三戸町                       | 三戸町                       | 三戸町 |
| 貝守村       | 貝守村       | 貝守村              | 猿辺村                     | 猿辺村                         | 猿辺村                      | 昭和30年3月20日 三戸町        | 三戸町                       | 三戸町                       | 三戸町 |
| 蛇沼村       | 蛇沼村       | 蛇沼村              | 猿辺村                     | 猿辺村                         | 猿辺村                      | 昭和30年3月20日 三戸町        | 三戸町                       | 三戸町                       | 三戸町 |
| 袴田村       | 袴田村       | 袴田村              | 猿辺村                     | 猿辺村                         | 猿辺村                      | 昭和30年3月20日 三戸町        | 三戸町                       | 三戸町                       | 三戸町 |
| 田子村       | 田子村       | 明治9年頃 田子村    | 田子村                     | 田子村                         | 昭和3年11月10日 町制 田子町 | 昭和30年3月1日 田子町         | 田子町                       | 田子町                       | 田子町 |
| 種子村       |              | 明治9年頃 田子村    | 田子村                     | 田子村                         | 昭和3年11月10日 町制 田子町 | 昭和30年3月1日 田子町         | 田子町                       | 田子町                       | 田子町 |
| 日沢村       |              | 明治9年頃 田子村    | 田子村                     | 田子村                         | 昭和3年11月10日 町制 田子町 | 昭和30年3月1日 田子町         | 田子町                       | 田子町                       | 田子町 |
| 相米村       | 相米村       | 相米村              | 田子村                     | 田子村                         | 昭和3年11月10日 町制 田子町 | 昭和30年3月1日 田子町         | 田子町                       | 田子町                       | 田子町 |
| 原村         | 原村         | 明治9年頃 原村      | 上郷村                     | 上郷村                         | 上郷村                      | 昭和30年3月1日 田子町         | 田子町                       | 田子町                       | 田子町 |
| 飯豊村       |              | 明治9年頃 原村      | 上郷村                     | 上郷村                         | 上郷村                      | 昭和30年3月1日 田子町         | 田子町                       | 田子町                       | 田子町 |
| 白板村       |              | 明治9年頃 原村      | 上郷村                     | 上郷村                         | 上郷村                      | 昭和30年3月1日 田子町         | 田子町                       | 田子町                       | 田子町 |
| 石亀村       | 石亀村       | 明治9年頃 石亀村    | 上郷村                     | 上郷村                         | 上郷村                      | 昭和30年3月1日 田子町         | 田子町                       | 田子町                       | 田子町 |
| 佐羽内村     |              | 明治9年頃 石亀村    | 上郷村                     | 上郷村                         | 上郷村                      | 昭和30年3月1日 田子町         | 田子町                       | 田子町                       | 田子町 |
| 道地村       |              | 明治9年頃 石亀村    | 上郷村                     | 上郷村                         | 上郷村                      | 昭和30年3月1日 田子町         | 田子町                       | 田子町                       | 田子町 |
| 杉本村       |              | 明治9年頃 石亀村    | 上郷村                     | 上郷村                         | 上郷村                      | 昭和30年3月1日 田子町         | 田子町                       | 田子町                       | 田子町 |
| 茂市村       | 茂市村       | 茂市村              | 上郷村                     | 上郷村                         | 上郷村                      | 昭和30年3月1日 田子町         | 田子町                       | 田子町                       | 田子町 |
| 山口村       | 山口村       | 山口村              | 上郷村                     | 上郷村                         | 上郷村                      | 昭和30年3月1日 田子町         | 田子町                       | 田子町                       | 田子町 |
| 関村         | 関村         | 関村                | 上郷村                     | 上郷村                         | 上郷村                      | 昭和30年3月1日 田子町         | 田子町                       | 田子町                       | 田子町 |
| 夏坂村       | 夏坂村       | 夏坂村              | 上郷村                     | 上郷村                         | 上郷村                      | 昭和30年3月1日 田子町         | 田子町                       | 田子町                       | 田子町 |
| 遠瀬村       | 遠瀬村       | 遠瀬村              | 上郷村                     | 上郷村                         | 上郷村                      | 昭和30年3月1日 田子町         | 田子町                       | 田子町                       | 田子町 |

## 行政
歴代郡長
| 代 | 氏名 | 就任年月日                 | 退任年月日                | 備考                   |
| -- | ---- | -------------------------- | ------------------------- | ---------------------- |
| 1  |      | 明治11年（1878年）10月30日 |                           |                        |
|    |      |                            | 大正15年（1926年）6月30日 | 郡役所廃止により、廃官 |

## 郡誌
- 『三戸郡誌 第四篇 歌謡篇』（執筆：小井川潤次郎、発行所：社団法人三戸郡教育会、1927年）
  - 第四篇（歌謡篇）のみ刊行された